# Belle Baranceanu
Belle Goldschlager Baranceanu, numele corect cu diacritice ar fi Belle Bărănceanu (n. 17 iulie 1902  –  d. 17 ianuarie 1988) a fost o artistă plastică americană de origine română.

## Biografie
S-a născut ca Belle Goldschlager în Chicago, statul Illinois. mai târziu, ca artist plastic, a folosit ca nume de artist numele de familie al mamei sale, Bărănceanu. Părinții săi (ambii de origine română) s-au despărțit în timpul copilăriei sale timpurii și Belle a crescut la ferma bunicilor săi din statul North Dakota.
A studiat la Minneapolis School of Fine Arts cu artistul plastic Anthony Angarola, care i-a fost partener de viață până la decesul acestuia în 1929.  Fiind activă ca artist plastic în Chicago, statul Illinois, în anii timpurii 1920, ca profesor și artist plastic cu opere expuse în expoziții, artista s-a mutat în Los Angeles, statul California în anii 1927 – 1928. Ulterior, s-a mutat la San Diego în 1933.
În timpul epocii cunoscute ca Marea Depresiune Economică, Belle a executat picturi murale, pictând oficiul poștal al localității La Jolla, respectiv Liceul Roosevelt, din aceeași localitate, ca parte a programului federal de re-lansare economică Public Works of Art Project.
Opera sa artistică a fost expusă la diferite instituții artistice, așa cum sunt Art Institute of Chicago, Carnegie Institute din Pittsburgh, statul Pennsylvania, la Los Angeles County Museum of Art, la Denver Art Museum și alte locuri. Ca profesor de arte, Belle Bărănceanu a predat la La Jolla School of Arts & Crafts și la Frances Parker School.
Artista a decedat în La Jolla, unde locuise în ultima jumătate de secol, la data de 17 ianuarie 1988.